# Uvaria excelsa
Uvaria excelsa este o specie de plante angiosperme din genul Uvaria, familia Annonaceae. A fost descrisă pentru prima dată de Joseph Dalton Hooker și Thomas Thomson, și a primit numele actual de la George King. Conform Catalogue of Life specia Uvaria excelsa nu are subspecii cunoscute.